# 鍋谷峠

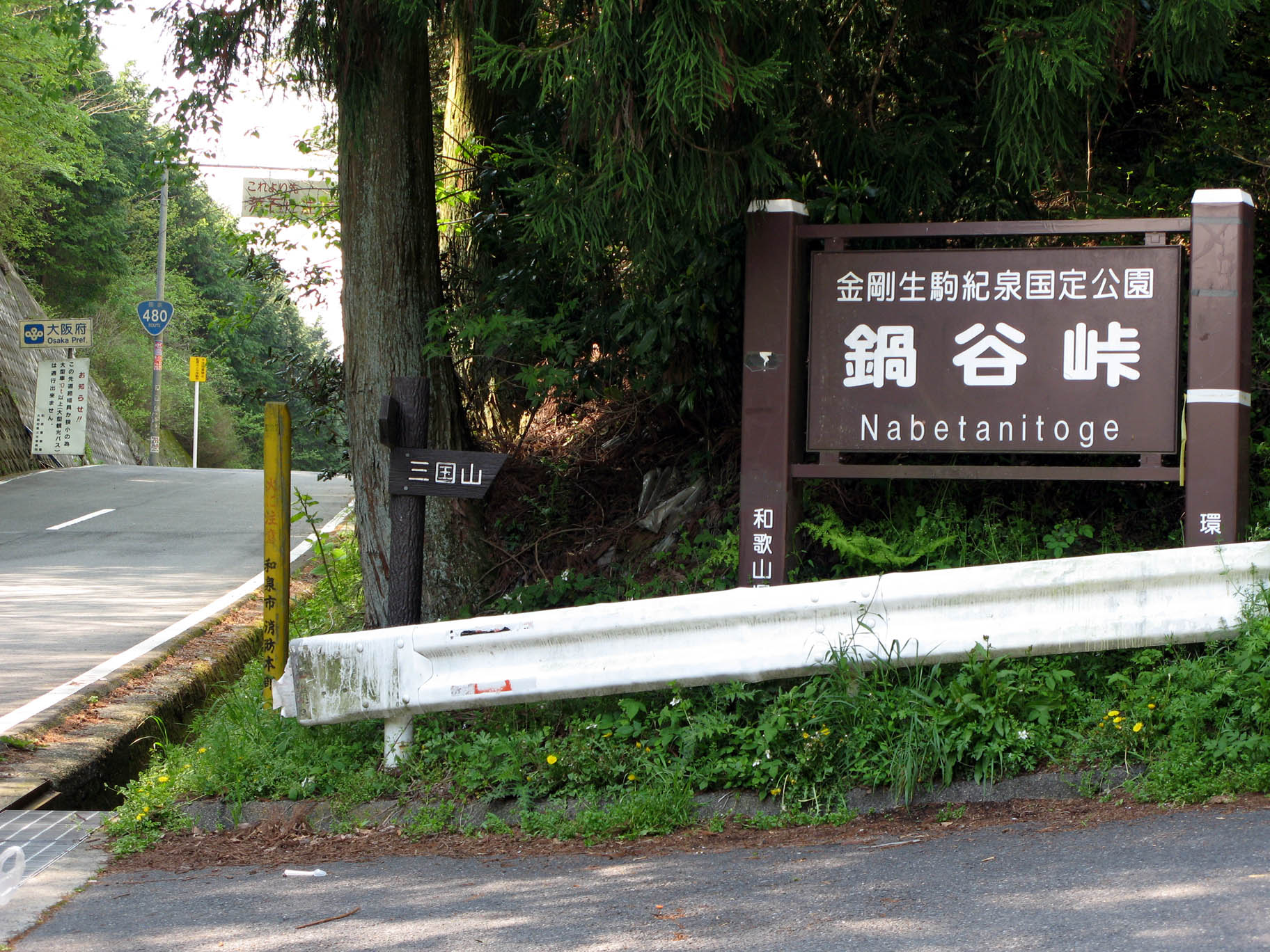

鍋谷峠（なべたにとうげ）は、和歌山県伊都郡かつらぎ町大字平と大阪府和泉市父鬼町の境にある峠。標高は670m。国道480号が通過する。
和歌山県と大阪府の間にある和泉山脈にある代表的な峠には西から順に大川峠、猿坂峠、孝子峠、雄ノ山峠、風吹峠、鍋谷峠、七越峠、蔵王峠、紀見峠があり、東へ行くほど標高が高くなるが、蔵王峠あたりで標高の上昇は落ち着いてきて、紀見峠以東は金剛山地に合流する。

## 概要
名称の由来は諸説あるが、和泉山脈の中で特に目立つ鍋蓋の様な山容を呈している。
この鍋谷峠を経由する国道480号は、れっきとした国道であり、自動車用道路として整備されているが、道幅が狭い。主に林業の仕事道（周辺は人工林になっているので）やバイクのツーリングや車で登山する人などが通る。サイクリングとして通行する人もいるが、峠の傾斜が大変急であるため、初心者には不向きだと思われる。自転車ヒルクライムの練習コースとして知られ、自転車プロレーシングチームのシマノレーシングの練習コースのひとつ。また、途中で分岐（和歌山県側から見れば合流）する近畿自然歩道を利用するハイカーが多い。 また、冬には積雪も記録されている。
峠から東へ分岐している林道は三国山や灯明岳、蔵王峠へ通じている。また、近畿自然歩道を西へ進むと、和泉葛城山へ行くこともできる。

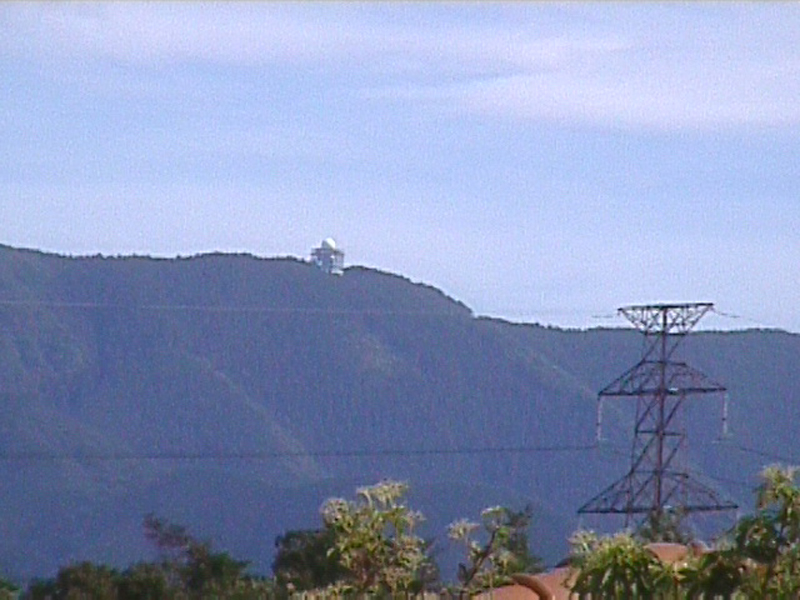
国土交通省 大阪航空局 三国山航空路監視レーダー

なお、三国山の山頂付近には、「国土交通省 大阪航空局 三国山航空路監視レーダー」があるが、このレーダーは、和泉市内の住宅地からもはっきりと見える。

## 鍋谷峠道路
2017年4月1日に開通した。総延長は約4.1キロメートルで、そのうち鍋谷トンネルが3697メートルであり鍋谷峠道路の大半を占める。北側は父鬼バイパス（大阪府が整備）、南側は平道路（和歌山県が整備）と接続している。道路名を変えてあるのは事業主体が別であるためである（鍋谷峠道路は国土交通省の直轄事業）。
コミュニティバスの実証実験運行
2017年4月29日からかつらぎ町の笠田駅と和泉市の和泉中央駅間の観光スポットを結ぶ、距離約30kmコミュニティバスの実証実験運行を日曜日・祝日限定で2018年3月25日まで運行。実績を踏まえて継続するかを決める。運行は和歌山バス那賀と南海バスに委託する。運行は2019年3月31日まで延長されている。

## その他
岡山県内にも、岡山市御津芳谷と赤磐市下仁保の境に同一名称の峠がある。
- 関連情報 - ウェイバックマシン（2008年4月9日アーカイブ分）